# 加夫佐普拉島
加夫佐普拉島（羅馬化：Gaudopoula）是希臘的島嶼，距離加夫佐斯岛7.5公里，位于克里特岛南边。行政上隶属于克里特大区哈尼亚专区加夫佐斯市镇。長3公里、寬0.7公里，面積1.775平方公里，最高點海拔高度113米，島上無人居住。

## 自然
加夫佐普拉岛上覆盖着灌木丛，为迁徙的鸟类提供一个重要的落脚点。因为该岛及邻近的加夫佐斯岛为本地歐洲綠鸕鶿和普通角鸮以及迁徙的鸟类提供生活环境，國際鳥盟将这两个岛屿列为重点鸟区。